# Кэхилл, Гари
Га́ри Джеймс Кэ́хилл (англ. Gary James Cahill; род. 19 декабря 1985 года, Дронфилд, Англия) — английский футболист, игравший на позиции центрального защитника. Кэхилл начинал играть в футбол в любительской команде «Дронфилд Таун», в 13 лет перевёлся в академию «Астон Виллы». В 18 лет он получил возможность дебютировать на профессиональном уровне, выступая на правах аренды за «Бернли», где ему за неполный сезон удалось получить звание лучшего игрока команды. В 2005—2007 годах Кэхилл нерегулярно играл за основной состав «Астон Виллы», но закрепиться в нём не сумел. Осенью 2007 года он играл в аренде за «Шеффилд Юнайтед». В январе 2008 года Кэхилл перешёл в «Болтон Уондерерс», где вскоре стал одним из ключевых игроков. После четырёх лет в «Болтоне» он перешёл в лондонский «Челси», где также стал играть важную роль. За три с половиной года Кэхилл выиграл с «Челси» Лигу чемпионов, Лигу Европы, Премьер-лигу, Кубок Англии и Кубок Футбольной лиги. Трижды по итогам сезона он занимал место в символической Команде года по версии ПФА. С 2017 по 2019 год являлся капитаном «Челси».
Благодаря ирландским корням Кэхилл имел возможность представлять на международном уровне Ирландию, но предпочёл выступать за сборную Англии, в составе которой он дебютировал 3 сентября 2010 года в матче с командой Болгарии, 2 сентября 2011 года забил первый гол за сборную в матче с теми же болгарами. При тренере Рое Ходжсоне Кэхилл входил в число ключевых игроков сборной, был основным защитником на неудачных для Англии чемпионате мира 2014 года и чемпионате Европы 2016 года. В 2014—2017 годах являлся вице-капитаном национальной сборной Англии. После чемпионата мира 2018 года приостановил выступления за сборную.

## Ранние годы
Кэхилл родился и вырос в городе Дронфилд, графство Дербишир, учился в дронфилдской школе имени Генри Фэншоу. С детства Гари преследуют боли в желчном пузыре, из-за них ему в 2017 году потребовалось лечь в больницу.
Гари много играл с мячом в саду, а собственно футболом начал заниматься уже в школе. По словам Кэхилла, половина его детства прошла за игрой в футбол со школьными друзьями на поле за его домом. В то время кумиром для Гари был центральный защитник Дес Уокер, выступавший за его любимый клуб «Шеффилд Уэнсдей» и национальную сборную Англии. Другими игроками, за выступлениям которых Кэхилл пристально следил, были Крис Уоддл, Дэвид Хёрст и вратарь Крис Вудс, также в середине 1990-х годов выступавшие за клуб из Шеффилда. Гари мечтал по примеру своих кумиров тоже играть за клуб английской Премьер-лиги и сборную Англии.
Кэхилл играл за школьную футбольную команду и детскую команду «Дронфилд Таун» в Воскресной лиге под руководством тренера Дейва Херберта. Он побывал на просмотре в детских командах нескольких профессиональных клубов, среди которых были «Барнсли», «Шеффилд Уэнсдей», «Дерби Каунти» и «Астон Вилла». В возрасте тринадцати лет он оказался в академии последнего клуба, для чего потребовалось переехать в Бирмингем. В то время Кэхилл играл на позиции центрального полузащитника и лишь в пятнадцать лет перевёлся в центр обороны, поскольку по росту больше подходил на роль защитника. В детской команде «Астон Виллы» его тренировали Гордон Коуэнс, Тони Макэндрю и Кевин Макдональд. В возрасте пятнадцати-шестнадцати лет Кэхилл заключил с клубом контракт по Программе обучения молодёжи.

## Клубная карьера

### «Астон Вилла» и аренды
В 2004 году Кэхилл выступал за резервную команду «Астон Виллы», пробиться в основной состав у него не выходило. Потенциал молодого игрока разглядел Стив Коттерилл, тренер клуба «Бернли», выступавшего в Чемпионшипе, который 8 ноября 2004 года арендовал Кэхилла для своей команды на месяц. Впоследствии Гари вспоминал: «„Бернли“ — это клуб, который дал мне первый шанс и позволил сделать карьеру. Он дал мне шанс, и я этим шансом воспользовался». Коттерилл уже 9 ноября рискнул выпустить Кэхилла в стартовом составе на матч Кубка Футбольной лиги против «Тоттенхэм Хотспур», где молодому защитнику пришлось обороняться против пары опытных нападающих Джермейн Дефо — Робби Кин. Хотя «Бернли» проиграл тот матч со счётом 0:3, Кэхилл в команде закрепился и стал её важным игроком. Дважды аренда футболиста продлевалась, в итоге он остался в «Бернли» до конца сезона 2004/2005, сыграл ещё 31 матч и отметился одним забитым голом (в ворота «Сток Сити»). По итогам сезона Кэхилл заслужил от клуба звания лучшего игрока и лучшего молодого игрока года.
Летом 2005 года «Бернли» пытался приобрести или взять Кэхилла в ещё одну аренду, но договориться с «Астон Виллой» по этому вопросу не удалось. Сам футболист также заявлял, что хотел бы вернуться в клуб, где провёл отличный сезон, если у него не получится пробиться в основной состав «Астон Виллы». Хотя в бирмингемском клубе Кэхилл игроком основного состава ещё не являлся, тренер Дэвид О’Лири стал привлекать молодого игрока к тренировкам первой команды и иногда давал игровое время. Дебют Кэхилла в составе «Астон Виллы» состоялся 20 сентября 2005 года в матче Кубка Футбольной лиги, в котором его клуб разгромил «Уиком Уондерерс» со счётом 8:3, тогда Гари провёл на поле весь матч. Ждать дебюта в Премьер-лиге Кэхиллу пришлось до 1 апреля 2006 года, когда он на 52-й минуте заменил Улисеса Де ла Круса в матче с «Арсеналом», который бирмингемцы проиграли со счётом 0:5. В оставшихся шести матчах Премьер-лиги сезона 2005/2006 Гари выходил в стартовом составе и играл до конца без замен. 15 апреля, в своём третьем матче в Премьер-лиге, который пришёлся на дерби с «Бирмингем Сити», Кэхилл отметился первым голом за «Астон Виллу», забив через себя в падении.
Перед началом сезона 2006/2007 Дэвида О’Лири в должности тренера «Астон Виллы» сменил Мартин О’Нил, который не сразу доверил Кэхиллу место в составе. Лишь в ноябре 2006 года Гари сыграл свой первый матч под руководством нового тренера, после чего провёл ещё 20 матчей в чемпионате и кубке, причём в 19 из них выходил в стартовом составе, образуя пару центральных защитников либо с Улофом Мельбергом, либо с Лиамом Риджуэллом. Ситуация для Кэхилла в корне поменялась летом 2007 года, когда «Астон Вилла» приобрела двух центральных защитников: Кертиса Дэвиса и Зэта Найта, — кроме того, восстановился после травмы и заиграл в основном составе Мартин Лаурсен. Кэхилл же оказался лишь четвёртым выбором на позицию центрального защитника. Он вышел на замену в первом матче сезона 2007/2008 против «Ливерпуля» и сыграл в основном составе в матче Кубка Футбольной лиги, но в дальнейшем перестал попадать даже в запас и попросил тренера найти для него вариант с арендой.
19 сентября 2007 года для получения игровой практики Кэхилл был отдан на три месяца в аренду клубу «Шеффилд Юнайтед», выступавшему в Чемпионшипе. Через три дня Гари дебютировал в «Шеффилд Юнайтед», выйдя в стартовом составе на матч с «Кристал Пэлас». 10 ноября он забил свой первый гол за новый клуб в матче со «Сток Сити». В общей сложности за период своей непродолжительной аренды Кэхилл сыграл 16 матчей, в которых забил два гола. В середине декабря 2007 года он вернулся в распоряжение «Астон Виллы». Сам Гари считал, что готов играть в основном составе клуба, но тренер Мартин О’Нил был иного мнения. Тогда Кэхилл попросил руководство «Астон Виллы» отпустить его в другой клуб, где он имел бы возможность играть каждую неделю.

### «Болтон Уондерерс»

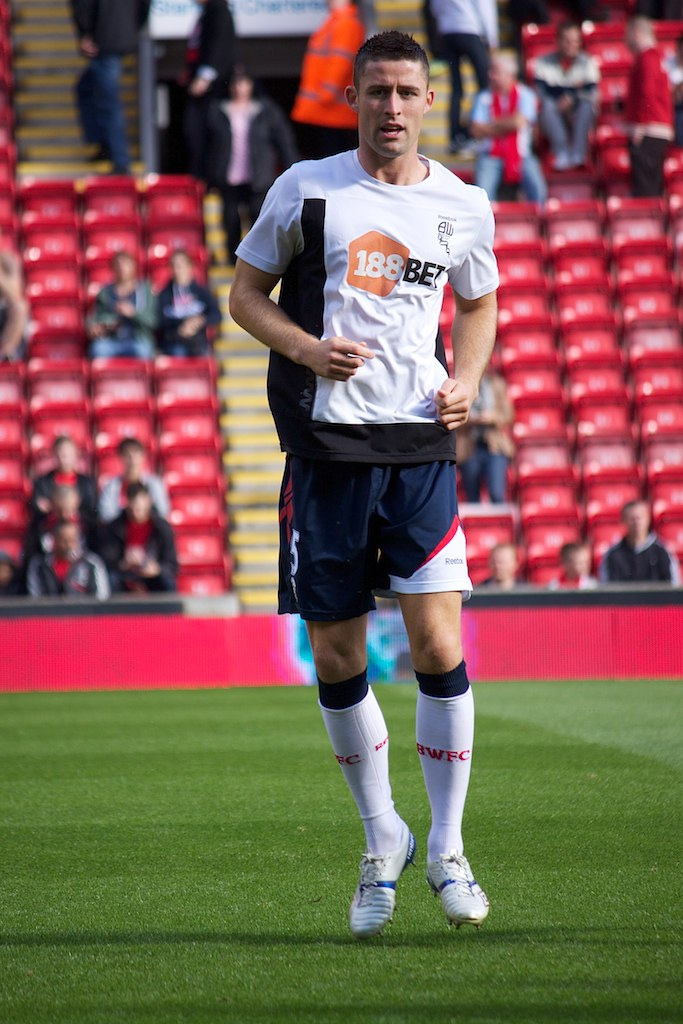
Гари Кэхилл в составе «Болтона». 2011 год.

В январе 2008 года переговоры о приобретении Кэхилла вели «Бирмингем Сити», «Шеффилд Юнайтед», «Болтон Уондерерс» и турецкий «Бешикташ». Всем остальным предложениям руководство «Астон Виллы» предпочло сделку с «Болтоном», который заплатил за переход игрока 5 млн фунтов стерлингов, а также предложил некоторый процент от выручки в случае последующей продажи Кэхилла. Многие болельщики «Астон Виллы» отнеслись неодобрительно к этому переходу и пытались помешать его завершению, проведя кампанию в интернете, но это не помогло. Личный контракт футболиста был заключён сроком на три с половиной года. Кэхилл назвал переход в «Болтон» верным для себя шагом, а тренер клуба Гари Мегсон заявил, что давно с любопытством наблюдал за новичком своей команды и считает его очень талантливым игроком с большим будущим. 2 февраля Гари сыграл свой первый матч в качестве игрока «Болтон Уондерерс», уверенно проведя всю игру с «Редингом». Сразу же он стал важным игроком команды и до конца сезона сыграл за «Болтон» 13 матчей в Премьер-лиге, пропустив лишь один матч из-за травмы. Также он дебютировал в еврокубках, полностью сыграв в Кубке УЕФА по два матча против «Атлетико Мадрид» и лиссабонского «Спортинга», причём в последнем противостоянии подменил Кевина Нолана в роли капитана команды. В сезоне 2007/2008 Кэхилл сильно помог «Болтону» сохранить место в Премьер-лиге и был признан лучшим новичком команды по итогам сезона.
Сезон 2008/2009 Кэхилл также начал в качестве основного защитника «Болтона». 26 августа 2008 года он подвёл свою команду в матче Кубка Футбольной лиги против клуба «Нортгемптон Таун», когда уже на 38-й минуте получил красную карточку и был удалён с поля за грубое нарушение. «Болтон» проиграл со счётом 1:2 и выбыл из борьбы за кубок, а сам Кэхилл получил трёхматчевую дисквалификацию, которая распространялась и на матчи Премьер-лиги. По окончании дисквалификации он вернулся на своё место центрального защитника и провёл без замен все оставшиеся матчи сезона за исключением трёх, которые пропустил из-за травмы спины, полученной в матче с «Ливерпулем». 5 октября 2008 года Кэхилл забил свой первый гол за «Болтон», поразив ворота «Вест Хэм Юнайтед». Всего же в сезоне 2008/2009 Гари сыграл 34 матча, в которых забил три гола. После завершения сезона он получил вызов в национальную сборную Англии и приглашение от лондонского «Арсенала», однако «Болтон» запросил за игрока крупную сумму в 20 млн фунтов стерлингов.
В августе 2009 года Кэхилл заключил с «Болтоном» новый контракт на три года. Комментируя соглашение, тренер Гари Мегсон заявил: «Гари [Кэхилл] — лучший молодой защитник в Англии. Он провёл ещё один великолепный сезон, и я верю, что это лишь вопрос времени, когда он станет играть за сборную Англии на регулярной основе. Он не только выдающийся футболист, но и отличный парень. Я рад, что он связывает своё будущее с „Болтон Уондерерс“». С начала сезона 2009/2010 в августе и до января Кэхилл выходил в основном составе «Болтона» и без замен играл во всех матчах. Однако 6 февраля 2010 года перед матчем с «Фулхэмом» у него в руке образовался тромб. Два дня Кэхилл провёл в больнице, затем больше месяца проходил медицинские процедуры, из-за которых не мог играть. Восстановившись в конце марта, он снова занял своё место в центре защиты «Болтона». В общей сложности за сезон он сыграл 34 матча, в которых забил семь голов.
В сезоне 2010/2011 Кэхилл пропустил лишь два матча своей команды в Премьер-лиге по причине дисквалификации, последовавшей за удалением в матче с «Арсеналом». В общей сложности за сезон он сыграл 41 матч и забил в них три гола. С «Болтоном» Кэхилл дошёл до полуфинала Кубка Англии, где его клуб уступил «Сток Сити» с разгромным счётом 0:5. Летом 2010 года и в зимнее трансферное окно 2011 года сообщалось об интересе в приобретении Кэхилла со стороны «Арсенала», «Тоттенхэм Хотспур», «Манчестер Юнайтед» и «Ливерпуля», а трансферная стоимость игрока оценивалась в 17,5 млн фунтов стерлингов. Тренер «Болтона» Оуэн Койл допускал, что Кэхилл уже перерос уровень его команды и может играть в любом топ-клубе, но отмечал при этом, что не может отпустить своего ведущего игрока посреди сезона. В апреле 2011 года сам Кэхилл заявил, что чувствует себя готовым играть в Лиге чемпионов и хотел бы попробовать свои силы в этом турнире.
Летом 2011 года «Арсенал» сделал несколько предложений о приобретении Кэхилла, но все они были отвергнуты президентом «Болтона» Филом Гартсайдом, назвавшим условия перехода «смехотворными». «Тоттенхэм Хотспур» также не преуспел в своей попытке приобрести Кэхилла к закрытию летнего трансферного окна. В новом сезоне 2011/2012 Гари продолжал оставаться игроком «Болтон Уондерерс» и выходить в стартовом составе на позиции центрального защитника, до конца года пропустив лишь один матч своей команды в Премьер-лиге. В декабре 2011 года стало ясно, что Кэхилл, отказавшись от подписания нового контракта с «Болтоном», покинет команду в качестве свободного агента в межсезонье. В то же время лондонский «Челси» предложил за переход защитника 7 млн фунтов стерлингов. Помимо «Челси» и не оставлявших попытки приобрести Кэхилла «Арсенала» и «Тоттенхэма» интерес к игроку проявляли также итальянский «Ювентус» и испанская «Барселона». Свою последнюю игру за «Болтон» Кэхилл сыграл 4 января 2012 года в Премьер-лиге против «Эвертона». В этом матче он отличился забитым голом, который стал для его команды победным.

### «Челси»

#### Три тренера за полтора года

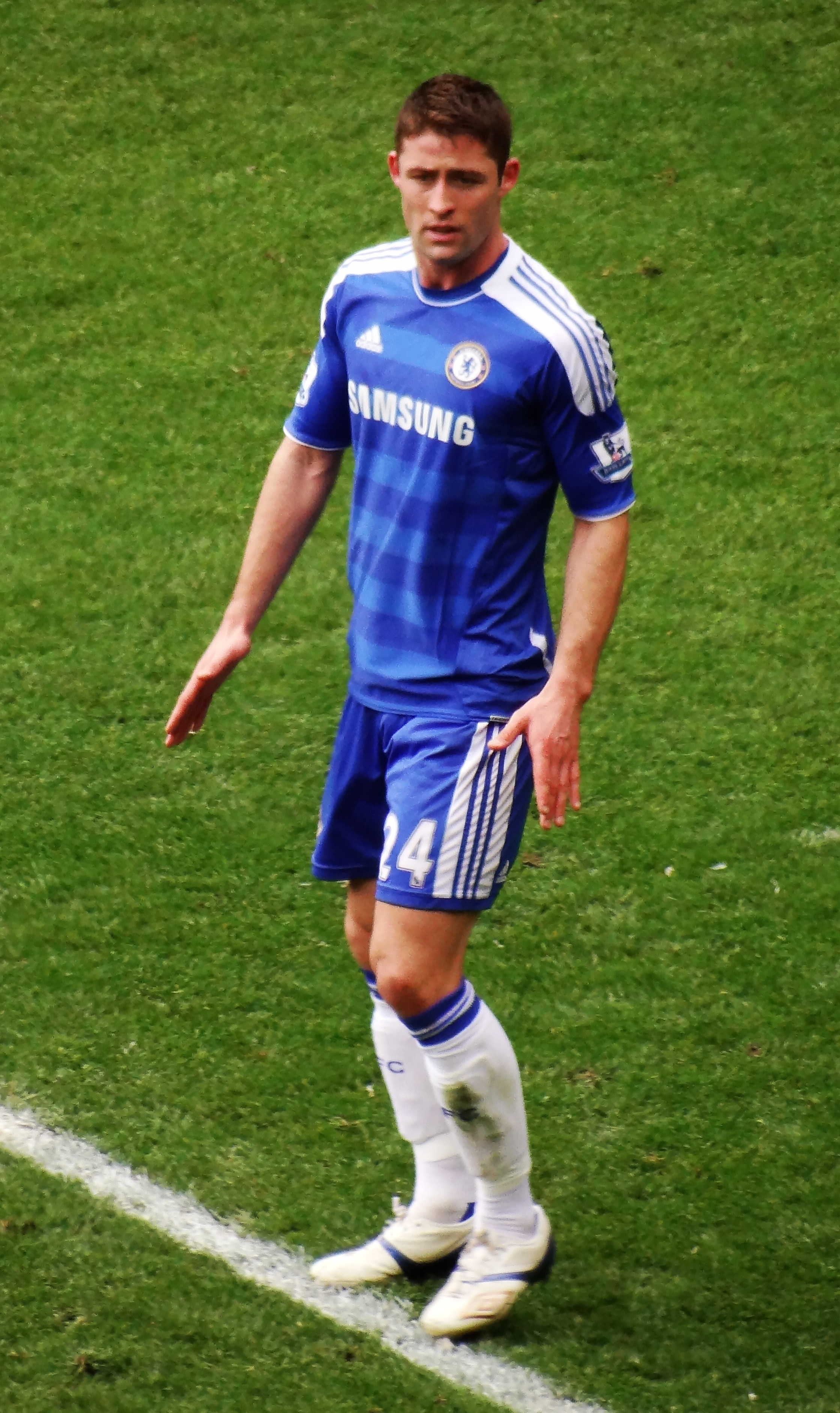
Гари Кэхилл в составе «Челси» в 2012 году

16 января 2012 года Кэхилл был представлен в качестве игрока «Челси». Условия перехода были согласованы клубами ещё в конце декабря, предложенные 7 млн фунтов стерлингов «Болтон» устроили, но более двух недель продолжались переговоры о зарплате футболиста в новом клубе. Личный контракт был заключён сроком на пять с половиной лет, зарплата Кэхилла в «Челси» составила около 80 тыс. фунтов стерлингов в неделю. После завершения сделки Кэхилл поблагодарил всех игроков, руководителей и болельщиков «Болтона» за «четыре прекрасных года», проведённых в этом клубе. О своём новом клубе он заявил следующее: «„Челси“ — большой клуб, который каждый сезон борется за трофеи. Быть его частью — это огромная возможность для меня. От таких возможностей нельзя отказываться».
Дебют Кэхилла в «Челси» состоялся 5 февраля 2012 года в матче с «Манчестер Юнайтед», на который он вышел с первых минут в паре с Давидом Луисом в центре защиты. 21 февраля Гари дебютировал в Лиге чемпионов в матче с итальянским «Наполи», вновь выйдя в стартовом составе. Матч завершился поражением английского клуба со счётом 1:3. Кэхилл почти сразу закрепился в основном составе «Челси» и получал похвалу от тренера Андре Виллаша-Боаша, несмотря на слабые результаты команды. Он сохранил место в составе и после назначения временным тренером Роберто Ди Маттео в начале марта. 18 марта Кэхилл открыл счёт своим голам за «Челси», забив в четвертьфинальном матче Кубка Англии с «Лестер Сити». После забитого гола он продемонстрировал футболку с надписью «Praying 4 Muamba» (Молимся за Муамбу), посвящённую его бывшему одноклубнику Фабрису Муамбе, который за день до этого перенёс сердечный приступ во время матча. В стартовом составе Кэхилл начинал оба полуфинальных матча Лиги чемпионов с «Барселоной», но в начале второй игры вынужден был покинуть поле, получив травму подколенного сухожилия. Из-за травмы он пропустил оставшиеся в сезоне матчи Премьер-лиги, а также финал Кубка Англии, ставший для «Челси» победным. Однако к финалу Лиги чемпионов с немецкой «Баварией» Кэхилл сумел восстановиться и провёл на поле все 120 минут матча (включая дополнительное время). В серии пенальти «Челси» одержал победу и впервые в своей истории выиграл Лигу чемпионов. Игра Гари в финале и турнире в целом была высоко оценена спортивной прессой.
Сезон 2012/2013 для «Челси» получился неровным. Команда проиграла «Манчестер Сити» матч за Суперкубок Англии, а затем и «Атлетико Мадрид» в Суперкубке УЕФА (в том матче Кэхилл забил «гол престижа»). В Премьер-лиге команда долгое время держалась на первом месте, но к концу осени началась длительная серия без побед. Кроме того, «Челси» выбыл из Лиги чемпионов, заняв лишь третье место в своей группе. В ноябре 2012 года Роберто Ди Маттео был уволен с должности тренера клуба, и до конца сезона его обязанности исполнял испанец Рафаэль Бенитес. Кэхилл неоднократно высказывался в поддержку Бенитеса, отмечая его успехи в укреплении командного духа и усилении защитной модели команды. Гари провёл оба матча «Челси» на Клубном чемпионате мира, проходившем в декабре 2012 года в Японии. На 90-й минуте финального матча с бразильским «Коринтиансом» он был удалён с поля за то, что ударил нападающего соперника Эмерсона. После игры Гари оправдывался тем, что Эмерсон его спровоцировал, первым нанеся удар в лицо. Однако решением ФИФА после удаления на Кэхилла была наложена дисквалификация, из-за которой он пропустил матч с «Лидс Юнайтед» в Кубке Футбольной лиги. В финале Клубного чемпионата мира «Челси» потерпел поражение со счётом 0:1. Кэхилл играл в основном составе при обоих тренерах, лишь в весенней части сезона он вновь пропустил чуть больше месяца из-за травмы, повредив колено и перенеся операцию. Ко второму полуфиналу Лиги Европы УЕФА, где «Челси» продолжил выступать после того как выбыл из Лиги чемпионов, Кэхилл восстановился. В основном составе Кэхилл отыграл и победный для своей команды финал с португальской «Бенфикой». Хотя «Челси» вёл борьбу в восьми турнирах, кубок Лиги Европы стал для клуба единственным трофеем в сезоне 2012/2013.

#### Команда Жозе Моуринью
Летом 2013 года главным тренером «Челси» стал португалец Жозе Моуринью. Сезон 2013/2014 Кэхилл начал в качестве основного центрального защитника, играя в центре обороны преимущественно в паре с капитаном команды Джоном Терри. Гари провёл на поле все 120 минут (с учётом дополнительного времени) матча за Суперкубок УЕФА с «Баварией», в котором «Челси» уступил по пенальти. В осенней части сезона Моуринью пробовал другую связку защитников — Терри и Давид Луис — Кэхилл при этом оставался в запасе. Тренер отмечал, что хотя Гари — «очень хороший игрок», при наличии трёх кандидатов на две позиции кому-то приходится оставаться в запасе. Однако вскоре Кэхилл, набрав отличную игровую форму, выиграл конкуренцию у Луиса и провёл большую часть сезона в паре с Терри в центре обороны. Сыграв 30 матчей в Премьер-лиге, он по итогам сезона впервые был удостоен включения в символическую Команду года по версии ПФА. В том сезоне в Лиге чемпионов «Челси» дошёл до стадии полуфинала, где уступил «Атлетико Мадрид», а в Премьер-лиге занял третье место.

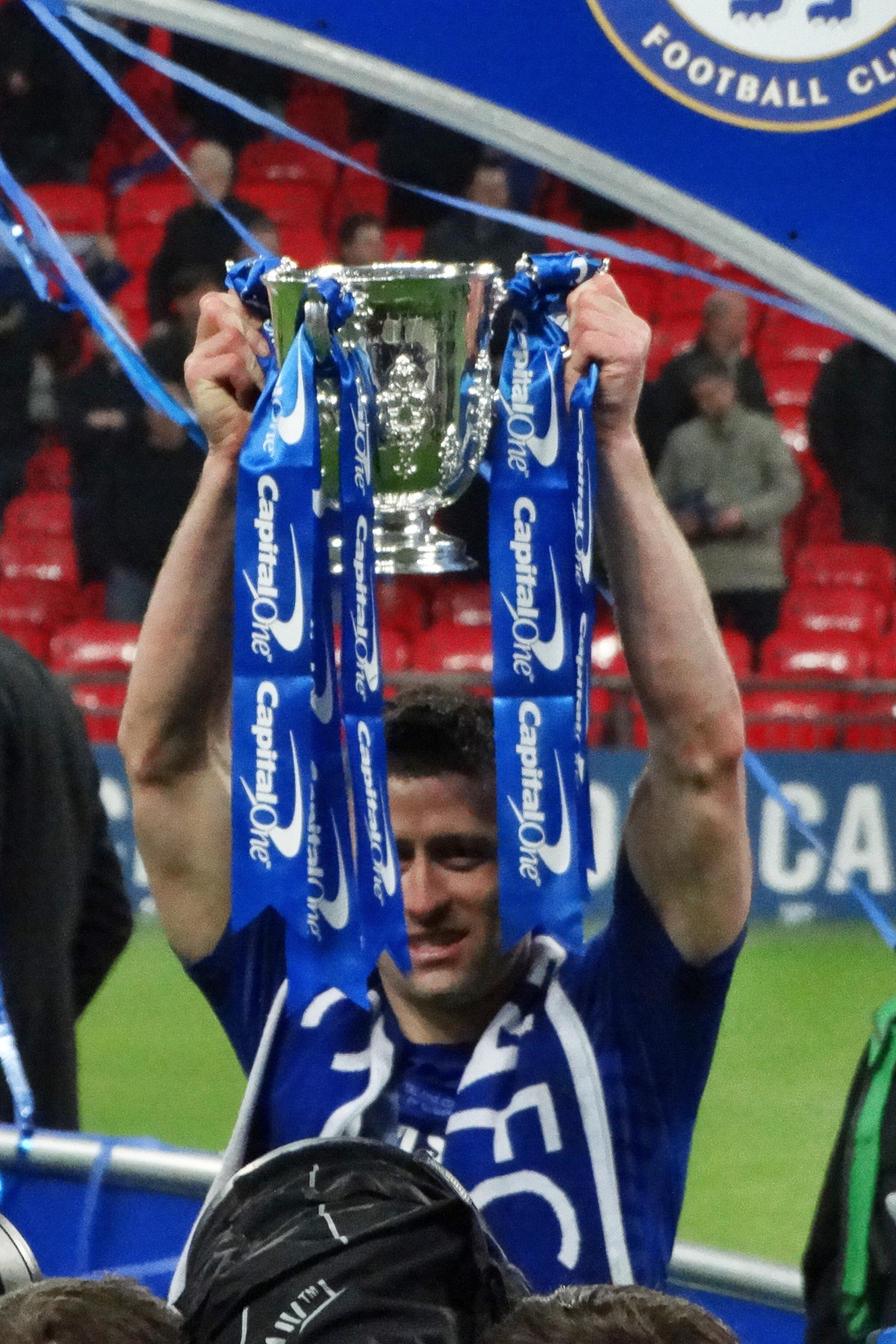
Кэхилл с Кубком Футбольной лиги в 2015 году

В сезоне 2014/2015 у Кэхилла появился новый конкурент в лице молодого француза Курта Зума. Хотя англичанин начал сезон в качестве основного защитника «Челси», в середине сезона он пропустил несколько ключевых матчей, уступив место Зума, которого Моуринью считал очень способным. Кэхиллу удалось выиграть конкуренцию и вернуть себе место в составе в конце февраля, после чего он не пропускал матчей и стал одним из ключевых игроков обороны в команде Моуринью. 1 марта 2015 года он отыграл в основном составе весь финальный матч Кубка Футбольной лиги с «Тоттенхэм Хотспур», в котором «Челси» одержал победу, а в мае добавил к своей коллекции трофеев титул чемпиона Англии. Выиграв за три с половиной года пять основных трофеев (Лигу чемпионов, Лигу Европы, Премьер-лигу, Кубок Англии и Кубок Футбольной лиги), Кэхилл стал первым игроком, которому удалось это сделать в столь короткий срок. По итогам сезона Гари вновь был включён символическую Команду года по версии ПФА. Также он удостоился похвалы от партнёра по «Челси» Джона Терри, который назвал Кэхилла лучшим английским защитником.
Сезон 2015/2016 для «Челси» оказался крайне неудачным. К декабрю 2015 года команда проиграла девять из 16 матчей в Премьер-лиге и находилась на 16-м месте, рядом с зоной вылета. Жозе Моуринью открыто критиковал ведущих игроков, в том числе Кэхилла, который после нескольких неудачных матчей всё чаще стал оставаться в запасе, а вместо него играл Курт Зума. 17 декабря 2015 года Моуринью был уволен. Временно исполняющим обязанности главного тренера был назначен нидерландский специалист Гус Хиддинк, который не спешил возвращать Кэхилла в состав. В январе 2016 года в СМИ сообщалось, что Гари недоволен своим положением в клубе и хочет его покинуть, несмотря на то, что в декабре прошлого года заключил с «Челси» новый четырёхлетний контракт. Однако 1 февраля, после обсуждения своей ситуации с Хиддинком, Кэхилл сообщил, что готов остаться в «Челси» и призвал партнёров по команде сплотиться и бороться за трофеи. Во второй половине сезона Кэхилл выходил на поле гораздо чаще, а «Челси» улучшил свою турнирную ситуацию, поднявшись с 16-го места на 10-е, однако этот результат всё равно стал худшим для команды за последние двадцать лет.

#### Команда Антонио Конте
Перед началом сезона 2016/2017 главным тренером «Челси» стал итальянец Антонио Конте, который стал применять тактическую схему с тремя защитниками. Кэхилл хорошо вписался в эту схему, сформировав мощное трио с вернувшимся в команду Давидом Луисом и испанцем Сесаром Аспиликуэтой. Тактические изменения позволили Гари чаще действовать в зоне полузащиты, также он регулярно участвовал в розыгрыше стандартных положений и завершил сезон с шестью забитыми голами в Премьер-лиге. Кроме того, в отсутствие капитана Джона Терри, редко попадающего в основной состав, Кэхилл большую часть сезона выходил на поле с капитанской повязкой. Он высоко отзывался о работе под началом Конте уже в начале сезона, отмечая, что команда действует более организованно, чем когда-либо при Моуринью. Хотя в начале сезона Кэхилл подвергся критике со стороны болельщиков за ошибки в принципиальном матче с «Арсеналом», завершившемся крупным поражением «Челси» со счётом 0:3, в дальнейшем ему удалось реабилитироваться. Он отыграл все матчи в Премьер-лиге, кроме одного, и помог своей команде выиграть второй чемпионский титул за последние три года. По итогам сезона Гари снова был включён в символическую Команду года по версии ПФА. В мае 2017 года Кэхилл с капитанской повязкой выводил «Челси» на финальный матч Кубка Англии, в котором его клуб вновь уступил «Арсеналу».
В июле 2017 года Антонио Конте официально назначил Кэхилла новым капитаном «Челси» после того, как Джон Терри покинул клуб. Комментируя своё решение, тренер заявил: «Он [Кэхилл] играет за клуб много лет, и он обладает всеми нужными качествами, чтобы быть хорошим капитаном». Первый матч в новом качестве Кэхилл провёл 6 августа в Суперкубке Англии, в котором «Челси» уступил «Арсеналу» в серии пенальти. Сезон 2017/2018 в Премьер-лиге для Гари также начался неудачно, когда он на 14-й минуте стартового матча с «Бернли» получил красную карточку за грубый подкат, был удалён с поля и получил трёхматчевую дисквалификацию. В августе 2017 года СМИ сообщали о том, что туринский «Ювентус» ведёт с «Челси» переговоры о покупке Кэхилла и готов заплатить за защитника 16,5 млн фунтов стерлингов. Однако сделка не состоялась, и после закрытия летнего трансферного окна Гари остался в «Челси». В новом сезоне у него появилось два новых конкурента в лице Антонио Рюдигера и вернувшегося из аренды Андреаса Кристенсена, а потому Кэхилл играть стал реже, в частности пропустил ключевые матчи с манчестерскими командами, полуфиналы Кубка лиги и плей-офф Лиги чемпионов. Однако Конте в интервью подчёркивал его важность для команды, как игрока с большим опытом, способного выдерживать большое давление. Кэхилл в свою очередь высказывался в защиту тренера, подвергавшегося в СМИ критике из-за плохих результатов команды, и отмечал, что тот проделал в «Челси» «невероятную работу». Повторить успех предыдущего сезона в Премьер-лиге у клуба не получилось, он занял лишь 5-е место и не попал в Лигу чемпионов, выступление в еврокубках также получилось неудачным — в 1/8 финала команда уступила «Барселоне». Единственным утешением для болельщиков стала победа в Кубка Англии. Кэхилл провёл в основном составе весь финальный матч, в котором его команда обыграла «Манчестер Юнайтед».

#### Команда Маурицио Сарри
Летом 2018 года «Челси» возглавил Маурицио Сарри. Вскоре после этого в СМИ появилась информация со ссылкой на окружение Кэхилла, что он подумывает о том, чтобы покинуть «Челси», поскольку не уверен, что будет получать игровое время в команде Сарри. Сообщалось, что «Манчестер Юнайтед» рассматривает вариант с приобретением Гари. Вскоре новый тренер отметил, что рассчитывает на Кэхилла, который «всё ещё может многое нам дать». Сарри отказался от тактической схемы с тремя центральными защитниками и перешёл на схему с двумя. В первых трёх матчах сезона он сделал ставку на тандем Давида Луиса и Антонио Рюдигера, для Кэхилла не оказалось места даже в запасе. На этом фоне вновь появилась информация, что Гари может покинуть клуб до закрытия европейского трансферного окна. По сообщениям СМИ, «Челси» получил по нему предложение от турецкого «Галатасарая» и разрешил клубу вести переговоры о переходе напрямую с игроком. Однако переход не состоялся и в сезоне 2018/19 Кэхилл остался игроком «Челси». В первой половине сезона он семь раз выходил на поле, в основном использовался Сарри в матчах Лиги Европы и Кубка лиги, а в Премьер-лиге лишь раз сыграл раз. В декабре 2018 года тренер отметил, что Кэхилл не соответствует техническим его требованиям к центральным защитникам, которые должны активно участвовать в розыгрыше мяча.
В зимнее трансферное окно 2019 года «Челси» был готов отпустить Кэхилла, у которого заканчивался через полгода контракт. Предложения по игроку сделали «Ювентус», «Монако» и «Фулхэм», также сообщалось об интересе со стороны «Арсенала». Однако Гари отказался от перехода и решил остаться в «Челси» до истечения контракта. Во второй половине сезона Кэхилл сыграл лишь раз, 5 мая 2019 года, выйдя на замену в конце матча с «Уотфордом» в Премьер-лиге. Эта игра стала для него последней в составе «Челси». В то же время Гари сообщил, что недоволен завершающимся сезоном и собирается вычеркнуть его из памяти. Он также выразил недовольство относительно методов работы Сарри, который, по его словам, не объяснял ему и другим ветеранам, почему не ставит их в состав. Кэхилл отметил, что ему сложно уважать того, кто не уважает заслуги игроков перед клубом. 29 мая «Челси» выиграл кубок Лиги Европы, ставший восьмым и последним трофеем для Кэхилла в клубе. В финальном матче он участия не принимал, оставшись в запасе. По этому поводу бывший одноклубник Гари Сеск Фабрегас раскритиковал Сарри за то, что тот не выпустил Кэхилла, являвшегося капитаном команды, в концовке игры, когда её исход был уже ясен. 2 июня 2019 года «Челси» на своём официальном сайте сообщил об уходе Кэхилла из клуба. В прощальном послании он был назван «победителем и легендой».

### «Кристал Пэлас»
5 августа 2019 года Кэхилл в статусе свободного агента заключил двухлетний контракт с клубом «Кристал Пэлас». С его тренером Роем Ходжсоном он ранее работал в сборной Англии. 24 августа Кэхилл дебютировал за «Пэлас» в матче с «Манчестер Юнайтед». Его команда одержала победу со счётом 2:1, а сам Гари был признан лучшим игроком матча.

## Выступления за сборную

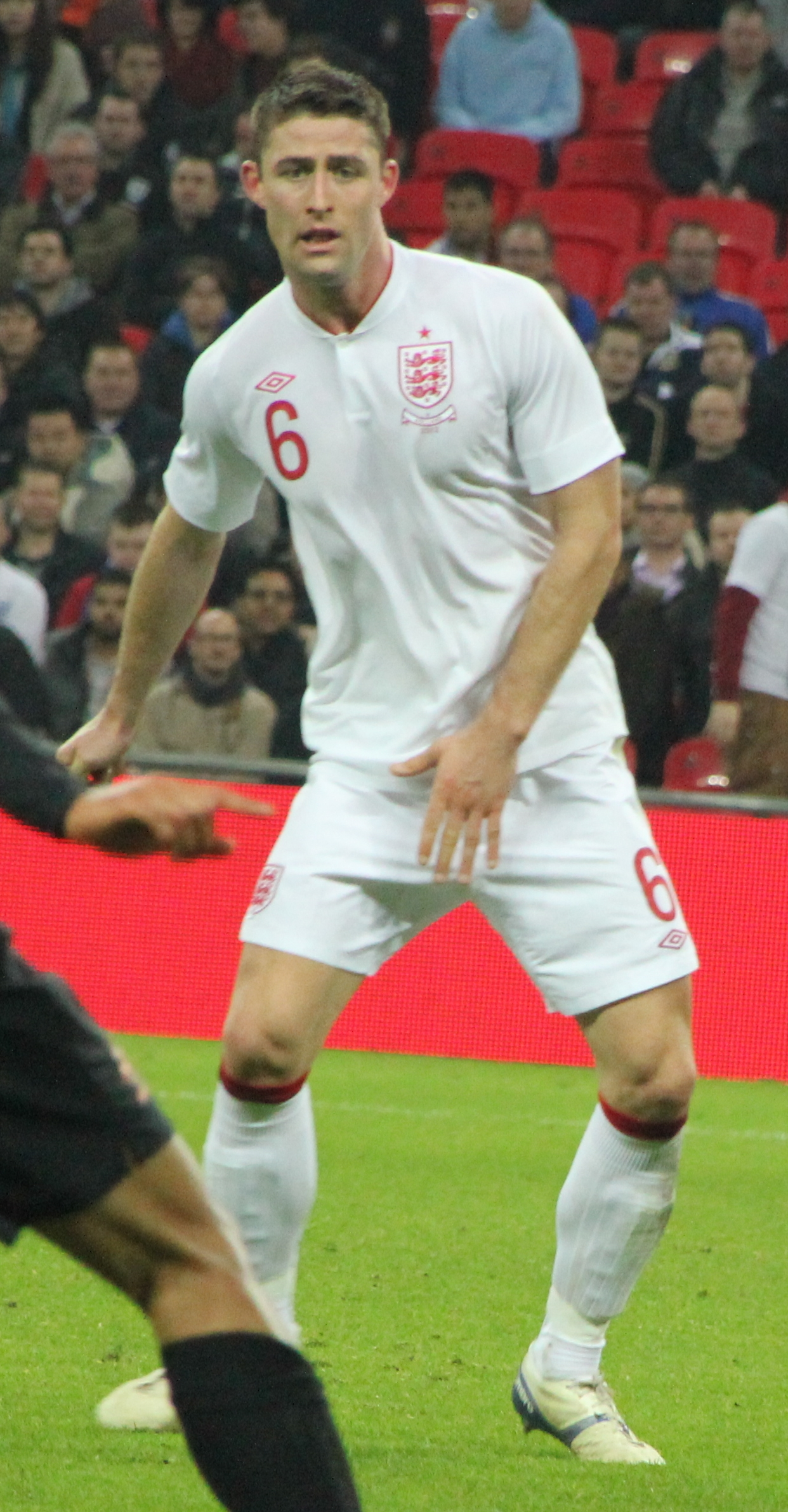
Кэхилл играет за сборную Англии в 2012 году

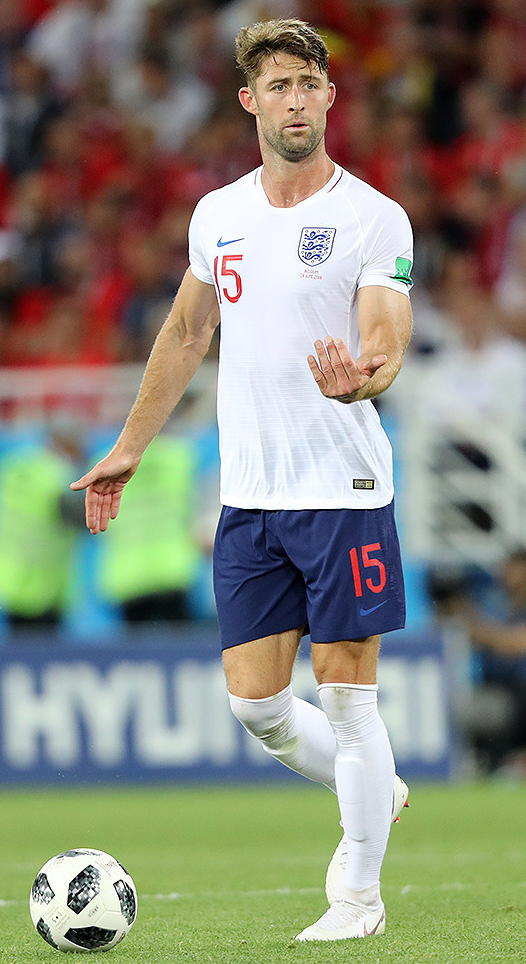
Кэхилл на чемпионате мира 2018 года

В 2004—2005 годах Кэхилл сыграл три матча за сборную Англии среди игроков до 20 лет. В начале 2007 года новый тренер молодёжной сборной Англии Стюарт Пирс пригласил Кэхилла в свою команду. Первая игра под руководством Пирса состоялась 6 февраля 2007 года, соперниками англичан были испанцы. Этот матч Гари провёл в запасе, на поле не выходил. Его дебют в молодёжной сборной состоялся 24 марта 2007 года на обновлённом стадионе «Уэмбли», где английская команда сыграла вничью с итальянцами. Кэхилл вышел в стартовом составе и провёл на поле весь матч, играя в центре обороны вместе с Энтоном Фердинандом. В мае 2007 года Гари был включён в заявку английской сборной на чемпионат Европы среди молодёжных команд. Перед чемпионатом Кэхилл принял участие в товарищеском матче с молодёжной сборной Словакии, а на самом турнире сыграл лишь однажды, в матче группового турнира с командой Чехии. Всего на счету Кэхилла три сыгранных матча за молодёжную сборную Англии.
Весной 2009 года Кэхилл дважды попадал в предварительный список игроков, которых тренер Фабио Капелло приглашал в национальную сборную Англии, но в окончательную заявку его оба раза не включали. 2 июня 2009 года он впервые был вызван в сборную Англии перед игрой с командой Казахстана, вместо травмированного Рио Фердинанда, однако не был включён даже в число запасных на матч. После этого Кэхилл в течение полугода регулярно получал приглашения в сборную и тренировался с её игроками, но в официальных матчах участия не принимал. Осенью 2009 года СМИ распространили информацию о том, что главный тренер сборной Ирландии Джованни Трапаттони всерьёз рассматривает возможность приглашения Кэхилла в ирландскую сборную, если та попадёт на чемпионат мира 2010 года. Правила ФИФА позволяли Гари представлять на международной арене Ирландию, поскольку его дед был ирландцем. Оуэн Койл, тренировавший тогда Кэхилла в «Болтоне», заявил прессе, что его подопечный хочет играть только за английскую сборную. Сам Гари позднее говорил, что не рассматривал всерьёз это предложение, поскольку деда своего никогда не знал, вся остальная семья у него — англичане, и он считал неправильным менять футбольное гражданство после того, как играл за молодёжную сборную Англии.
3 сентября 2010 года Кэхилл наконец дебютировал в сборной Англии. В отборочном матче к чемпионату Европы 2012 года со сборной Болгарии он заменил травмированного Майкла Доусона, став первым представителем «Болтон Уондерерс» в сборной Англии с февраля 2002 года, когда за национальную команду играл Майкл Рикеттс. 29 марта 2011 года в товарищеском матче со сборной Ганы Кэхилл впервые вышел в стартовом составе английской команды. В ответном матче со сборной Болгарии, который состоялся 2 сентября 2011 года, он забил свой первый гол за национальную сборную. До Гари в последний раз представитель «Болтона» забивал гол за сборную Англии в 1959 году, это был Рэй Парри. Назначенный в мае 2012 года новым главным тренером сборной Англии Рой Ходжсон включил Кэхилла в заявку на чемпионат Европы 2012 года. Однако 2 июня в товарищеском матче со сборной Бельгии Гари в столкновении с вратарём своей команды Джо Хартом получил перелом челюсти. Из-за этой травмы он вынужден был пропустить чемпионат.
К осени 2013 года Кэхилл, удачно выступая на клубном уровне, закрепился и в сборной. Его место при Ходжсоне более не подвергалось сомнению, в то время как на роль его партнёра по центру обороны была большая конкуренция. На чемпионат мира 2014 года Кэхилл отправился в качестве основного защитника, выходил в стартовом составе и отыграл без замен все три матча английской сборной на турнире. Для команды Англии выступление на турнире оказалось худшим в её истории, поскольку она сумела набрать лишь одно очко на групповом этапе, после чего выбыла из борьбы. В сентябре 2014 года Кэхилл был назначен новым вице-капитаном сборной Англии, сменив на этой должности завершившего международные выступления Фрэнка Лэмпарда. Ему была доверена роль лидера оборонительной линии. Ходжсон отмечал, что «очень рассчитывает» на Гари и поручает ему наставлять партнёров.
В отборочном турнире к чемпионату Европы 2016 года Англия одержала десять побед в десяти матчах. В восьми из них Кэхилл принимал участие. 9 октября 2015 года на матч с Эстонией, который уже ничего не решал, поскольку англичане к тому моменту обеспечили себе первое место в группе, Гари впервые вывел свою сборную с капитанской повязкой, подменив травмированного Уэйна Руни. На чемпионате Европы 2016 года Кэхилл вновь был основным игроком сборной и без замен отыграл все четыре матча команды на турнире. В последнем матче группового этапа со сборной Словакии он выполнял функции капитана. Провальным для английской сборной стал матч с командой-дебютантом чемпионатов Европы, сборной Исландии. В той игре Англия потерпела поражение со счётом 1:2, которое английская пресса назвала «унизительным», а репортёр Би-би-си Дэн Роан и вовсе охарактеризовал его, как «величайшую катастрофу в истории английского футбола». После матча с должности тренера ушёл Рой Ходжсон, при котором Кэхилл сыграл 39 матчей за национальную команду.
Кэхилл сохранил место в сборной Англии после ухода Ходжсона и сыграл в единственном матче, который английская команда провела под руководством Сэма Эллардайса. После назначения Гарета Саутгейта новым тренером в конце сентября 2016 года Гари также продолжил регулярно играть за сборную. С уходом Уэйна Руни из национальной команды нового капитана Саутгейт не назначил, а попеременно передавал эту должность одному из вице-капитанов, в том числе Кэхиллу, который выводил команду с капитанской повязкой на товарищеский матч с Германией. В отборочном турнире к чемпионату мира 2018 года тренер регулярно задействовал Кэхилла, однако весной 2018 года определился с защитной линией сборной, не включавшей в себя Гари. Перед чемпионатом Кэхилл не был приглашён на ряд товарищеских матчей, но был включён Саутгейтом в финальную заявку английской команды на турнир, став самым возрастным игроком в составе. На чемпионате мира Гари был запасным игроком, он принял участие лишь в одном матче, не имевшем важного турнирного значения — с Бельгией в групповом турнире. Англичане дошли до полуфинала турнира, где проиграли команде Хорватии, а затем в матче за третье место уступили тем же бельгийцам. После окончания чемпионата мира Кэхилл заявил, что в свои 32 года не собирается завершать выступления за сборную Англии. Но 28 августа, накануне первых матчей Лиги наций УЕФА, Гари попросил Саутгейта пока не рассматривать его в качестве кандидата в сборную, поскольку в данное время решил сосредоточиться на своей клубной карьере. Вместе с тем Кэхилл пообещал, что в будущем ответит согласием, если его услуги понадобятся сборной.

## Стиль игры
На протяжении всей профессиональной карьеры Кэхилл играет на позиции центрального защитника, при игре с тремя центральными защитниками обычно действует слева. Он труднопроходимый защитник, умеющий читать игру, действующий в агрессивной манере и хорошо играющий в отборе. Гари имеет высокий рост (193 см) и уверенно действует в борьбе за верховые мячи. Он хорошо умеет обращаться с мячом, раздавая передачи партнёрам. По словам тренера Оуэна Койла, Кэхилл «обладает всеми футбольными навыками: скоростью, силой, одинаково хорошо умеет играть обеими ногами,<…> а также умеет забивать голы». Тренер Андре Виллаш-Боаш так высказался о Кэхилле: «Я думаю, его техника превосходна, и его скорость просто потрясает».
К концу сезона 2016/2017 Кэхилл имел в своём активе 27 голов, забитых в Премьер-лиге, причём все они были забиты с игры. Таким образом, он оказался на втором месте в списке лучших бомбардиров среди защитников в Премьер-лиге (без учёта голов, забитых с пенальти), уступая только бывшему одноклубнику Джону Терри, забившему 41 гол. Тренер Антонио Конте отмечал, что Гари вполне может играть на позиции центрального нападающего, добавив, что «он — высококлассный игрок с хорошими акробатическими способностями и умением действовать на розыгрыше угловых и свободных ударов».
Согласно данным статистики, опубликованным сайтом Oulala.com, с августа 2013 по октябрь 2016 года Кэхилл в 98 матчах Премьер-лиги допустил восемь грубых оборонительных ошибок, три из которых привели к пропущенным его командой голам. В июне 2017 года с резкой критикой в адрес Гари выступил бывший защитник «Сток Сити» и сборной Англии Майк Пежик, который назвал Гари одним из худших игроков при защите один на один. Пежик также заявил, что Кэхилл не достоин медали победителя Премьер-лиги.

## Личная жизнь и благотворительность
В июне 2013 года Кэхилл женился на Джемме Эктон, с которой познакомился ещё в школе в Дронфилде и встречался три года до свадьбы. Их свадьба прошла в поместье Брукфилд в городке Хэзерсейдж в Дербишире. У супругов двое детей: дочь Фрея (родилась в сентябре 2011 года) и сын Лео (родился в январе 2013 года). В 2015 году Кэхилл приобрёл участок с домом в Кобэме, графство Суррей, неподалёку от тренировочной базы «Челси». Он снёс старый дом и на его месте построил особняк с пятью спальнями. Оценочная стоимость нового дома составляет порядка 6-7 млн фунтов стерлингов.
В 2015 году Кэхилл активно участвовал в кампании благотворительной организации Honeypot Children’s Charity, которая оказывает поддержку детям с тяжёлыми заболеваниями и детям из неблагополучных семей. Вместе с другими игроками сборной Англии он участвовал в сборе средств для организации, а также лично проводил время с детьми в одном из филиалов организации. В мае 2017 года Гари был отмечен наградой Профессиональной футбольной ассоциации за участие в программах благотворительного фонда «Челси».

## Статистика выступлений

### Клубная статистика
| Выступление      | Выступление      | Выступление      | Лига | Лига | Кубок Англии | Кубок Англии | Кубок лиги | Кубок лиги | Еврокубки | Еврокубки | Прочие | Прочие | Итого | Итого |
| Клуб             | Лига             | Сезон            | Игры | Голы | Игры         | Голы         | Игры       | Голы       | Игры      | Голы      | Игры   | Голы   | Игры  | Голы  |
| ---------------- | ---------------- | ---------------- | ---- | ---- | ------------ | ------------ | ---------- | ---------- | --------- | --------- | ------ | ------ | ----- | ----- |
| Бернли           | Чемпионшип       | 2004/05          | 27   | 1    | 4            | 0            | 1          | 0          | —         | —         | —      | —      | 32    | 1     |
| Астон Вилла      | Премьер-лига     | 2005/06          | 7    | 1    | 0            | 0            | 1          | 0          | —         | —         | —      | —      | 8     | 1     |
| Астон Вилла      | Премьер-лига     | 2006/07          | 20   | 0    | 1            | 0            | 0          | 0          | —         | —         | —      | —      | 21    | 0     |
| Астон Вилла      | Премьер-лига     | 2007/08          | 1    | 0    | 0            | 0            | 0          | 0          | —         | —         | —      | —      | 1     | 0     |
| Астон Вилла      | Итого            | Итого            | 28   | 1    | 1            | 0            | 1          | 0          | 0         | 0         | 0      | 0      | 30    | 1     |
| Шеффилд Юнайтед  | Чемпионшип       | 2007/08          | 16   | 2    | —            | —            | —          | —          | —         | —         | —      | —      | 16    | 2     |
| Болтон Уондерерс | Премьер-лига     | 2007/08          | 13   | 0    | —            | —            | —          | —          | 4         | 0         | —      | —      | 17    | 0     |
| Болтон Уондерерс | Премьер-лига     | 2008/09          | 33   | 3    | 0            | 0            | 1          | 0          | —         | —         | —      | —      | 34    | 3     |
| Болтон Уондерерс | Премьер-лига     | 2009/10          | 29   | 5    | 2            | 1            | 3          | 1          | —         | —         | —      | —      | 34    | 7     |
| Болтон Уондерерс | Премьер-лига     | 2010/11          | 36   | 3    | 5            | 0            | 0          | 0          | —         | —         | —      | —      | 41    | 3     |
| Болтон Уондерерс | Премьер-лига     | 2011/12          | 19   | 2    | 0            | 0            | 2          | 0          | —         | —         | —      | —      | 21    | 2     |
| Болтон Уондерерс | Итого            | Итого            | 130  | 13   | 7            | 1            | 6          | 1          | 4         | 0         | 0      | 0      | 147   | 15    |
| Челси            | Премьер-лига     | 2011/12          | 10   | 1    | 4            | 1            | —          | —          | 5         | 0         | —      | —      | 19    | 2     |
| Челси            | Премьер-лига     | 2012/13          | 26   | 2    | 4            | 0            | 4          | 2          | 8         | 1         | 3      | 1      | 45    | 6     |
| Челси            | Премьер-лига     | 2013/14          | 30   | 1    | 3            | 0            | 3          | 0          | 10        | 1         | 1      | 0      | 47    | 2     |
| Челси            | Премьер-лига     | 2014/15          | 36   | 1    | 2            | 1            | 4          | 0          | 6         | 1         | —      | —      | 48    | 3     |
| Челси            | Премьер-лига     | 2015/16          | 23   | 2    | 4            | 1            | 2          | 0          | 7         | 1         | 1      | 0      | 37    | 4     |
| Челси            | Премьер-лига     | 2016/17          | 37   | 6    | 3            | 0            | 3          | 2          | —         | —         | —      | —      | 43    | 8     |
| Челси            | Премьер-лига     | 2017/18          | 27   | 0    | 6            | 0            | 3          | 0          | 6         | 0         | 1      | 0      | 43    | 0     |
| Челси            | Премьер-лига     | 2018/19          | 2    | 0    | 0            | 0            | 2          | 0          | 4         | 0         | —      | —      | 8     | 0     |
| Челси            | Итого            | Итого            | 191  | 13   | 26           | 3            | 21         | 4          | 46        | 4         | 6      | 1      | 290   | 25    |
| Кристал Пэлас    | Премьер-лига     | 2019/20          | 2    | 0    | 0            | 0            | 1          | 0          | —         | —         | —      | —      | 3     | 0     |
| Всего за карьеру | Всего за карьеру | Всего за карьеру | 394  | 30   | 38           | 4            | 32         | 5          | 50        | 4         | 6      | 1      | 520   | 44    |

### Статистика в сборной
| Сборная          | Сезон            | Товарищеские | Товарищеские | Турниры | Турниры | Всего | Всего |
| Сборная          | Сезон            | Игры         | Голы         | Игры    | Голы    | Игры  | Голы  |
| ---------------- | ---------------- | ------------ | ------------ | ------- | ------- | ----- | ----- |
| Англия           | 2010             | 0            | 0            | 1       | 0       | 1     | 0     |
| Англия           | 2011             | 3            | 0            | 3       | 1       | 6     | 1     |
| Англия           | 2012             | 4            | 1            | 1       | 0       | 5     | 1     |
| Англия           | 2013             | 5            | 0            | 4       | 0       | 9     | 0     |
| Англия           | 2014             | 5            | 1            | 7       | 0       | 12    | 1     |
| Англия           | 2015             | 3            | 0            | 4       | 0       | 7     | 0     |
| Англия           | 2016             | 4            | 0            | 8       | 1       | 12    | 2     |
| Англия           | 2017             | 2            | 0            | 4       | 0       | 6     | 0     |
| Англия           | 2018             | 2            | 1            | 1       | 0       | 3     | 1     |
| Всего за карьеру | Всего за карьеру | 28           | 3            | 33      | 2       | 61    | 5     |

### Матчи и голы за сборную
| №  | Дата             | Оппонент   | Счёт | Голы | Соревнование                         |
| -- | ---------------- | ---------- | ---- | ---- | ------------------------------------ |
| 1  | 3 сентября 2010  | Болгария   | 4:0  | —    | Отборочные матчи ЧЕ-2012             |
| 2  | 9 февраля 2011   | Дания      | 2:1  | —    | Товарищеский матч                    |
| 3  | 29 марта 2011    | Гана       | 1:1  | —    | Товарищеский матч                    |
| 4  | 2 сентября 2011  | Болгария   | 3:0  | 1    | Отборочные матчи ЧЕ-2012             |
| 5  | 6 сентября 2011  | Уэльс      | 1:0  | —    | Отборочные матчи ЧЕ-2012             |
| 6  | 7 октября 2011   | Черногория | 2:2  | —    | Отборочные матчи ЧЕ-2012             |
| 7  | 15 ноября 2011   | Швеция     | 1:0  | —    | Товарищеский матч                    |
| 8  | 29 февраля 2012  | Нидерланды | 2:3  | 1    | Товарищеский матч                    |
| 9  | 2 июня 2012      | Бельгия    | 1:0  | —    | Товарищеский матч                    |
| 10 | 15 августа 2012  | Италия     | 2:1  | —    | Товарищеский матч                    |
| 11 | 17 октября 2012  | Польша     | 1:1  | —    | Отборочные матчи ЧМ-2014             |
| 12 | 14 ноября 2012   | Швеция     | 2:4  | —    | Товарищеский матч                    |
| 13 | 6 февраля 2013   | Бразилия   | 2:1  | —    | Товарищеский матч                    |
| 14 | 29 мая 2013      | Ирландия   | 1:1  | —    | Товарищеский матч                    |
| 15 | 2 июня 2013      | Бразилия   | 2:2  | —    | Товарищеский матч                    |
| 16 | 14 августа 2013  | Шотландия  | 3:2  | —    | Товарищеский матч                    |
| 17 | 6 сентября 2013  | Молдова    | 4:0  | —    | Отборочные матчи ЧМ-2014             |
| 18 | 10 сентября 2013 | Украина    | 0:0  | —    | Отборочные матчи ЧМ-2014             |
| 19 | 11 октября 2013  | Черногория | 4:1  | —    | Отборочные матчи ЧМ-2014             |
| 20 | 15 октября 2013  | Польша     | 2:0  | —    | Отборочные матчи ЧМ-2014             |
| 21 | 15 ноября 2013   | Чили       | 0:2  | —    | Товарищеский матч                    |
| 22 | 5 марта 2014     | Дания      | 1:0  | —    | Товарищеский матч                    |
| 23 | 30 мая 2014      | Перу       | 3:0  | 1    | Товарищеский матч                    |
| 24 | 7 июня 2014      | Гондурас   | 0:0  | —    | Товарищеский матч                    |
| 25 | 14 июня 2014     | Италия     | 1:2  | —    | Финальные матчи ЧМ-2014              |
| 26 | 19 июня 2014     | Уругвай    | 1:2  | —    | Финальные матчи ЧМ-2014              |
| 27 | 24 июня 2014     | Коста-Рика | 0:0  | —    | Финальные матчи ЧМ-2014              |
| 28 | 3 сентября 2014  | Норвегия   | 1:0  | —    | Товарищеский матч                    |
| 29 | 8 сентября 2014  | Швейцария  | 2:0  | —    | Отборочные матчи ЧЕ-2016             |
| 30 | 9 октября 2014   | Сан-Марино | 5:0  | —    | Отборочные матчи ЧЕ-2016             |
| 31 | 12 октября 2014  | Эстония    | 1:0  | —    | Отборочные матчи ЧЕ-2016             |
| 32 | 15 ноября 2014   | Словения   | 3:1  | —    | Отборочные матчи ЧЕ-2016             |
| 33 | 18 ноября 2014   | Шотландия  | 3:1  | —    | Товарищеский матч                    |
| 34 | 27 марта 2015    | Литва      | 4:0  | —    | Отборочные матчи ЧЕ-2016             |
| 35 | 7 июня 2015      | Ирландия   | 0:0  | —    | Товарищеский матч                    |
| 36 | 14 июня 2015     | Словения   | 3:2  | —    | Отборочные матчи ЧЕ-2016             |
| 37 | 8 сентября 2015  | Швейцария  | 2:0  | —    | Отборочные матчи ЧЕ-2016             |
| 38 | 9 октября 2015   | Эстония    | 2:0  | —    | Отборочные матчи ЧЕ-2016             |
| 39 | 13 ноября 2015   | Испания    | 0:2  | —    | Товарищеский матч                    |
| 40 | 18 ноября 2015   | Франция    | 2:0  | —    | Товарищеский матч                    |
| 41 | 26 марта 2016    | Германия   | 1:0  | —    | Товарищеский матч                    |
| 42 | 22 мая 2016      | Турция     | 2:1  | —    | Товарищеский матч                    |
| 43 | 2 июня 2016      | Португалия | 1:0  | —    | Товарищеский матч                    |
| 44 | 11 июня 2016     | Россия     | 1:1  | —    | Финальные матчи ЧЕ-2016 (группа)     |
| 45 | 16 июня 2016     | Уэльс      | 2:1  | —    | Финальные матчи ЧЕ-2016 (группа)     |
| 46 | 20 июня 2016     | Словакия   | 0:0  | —    | Финальные матчи ЧЕ-2016 (группа)     |
| 47 | 27 июня 2016     | Исландия   | 1:2  | —    | Финальные матчи ЧЕ-2016 (1/8 финала) |
| 48 | 4 сентября 2016  | Словакия   | 1:0  | —    | Отборочные матчи ЧМ-2018             |
| 49 | 8 октября 2016   | Мальта     | 2:0  | —    | Отборочные матчи ЧМ-2018             |
| 50 | 11 октября 2016  | Словения   | 0:0  | —    | Отборочные матчи ЧМ-2018             |
| 51 | 11 ноября 2016   | Шотландия  | 3:0  | 1    | Отборочные матчи ЧМ-2018             |
| 52 | 15 ноября 2016   | Испания    | 2:2  | —    | Товарищеский матч                    |
| 53 | 22 марта 2017    | Германия   | 0:1  | —    | Товарищеский матч                    |
| 54 | 10 июня 2017     | Шотландия  | 2:2  | —    | Отборочные матчи ЧМ-2018             |
| 55 | 13 июня 2017     | Франция    | 2:3  | —    | Товарищеский матч                    |
| 56 | 1 сентября 2017  | Мальта     | 4:0  | —    | Отборочные матчи ЧМ-2018             |
| 57 | 4 сентября 2017  | Словакия   | 2:1  | —    | Отборочные матчи ЧМ-2018             |
| 58 | 5 октября 2017   | Словения   | 1:0  | —    | Отборочные матчи ЧМ-2018             |
| 59 | 2 июня 2018      | Нигерия    | 2:1  | 1    | Товарищеский матч                    |
| 60 | 7 июня 2018      | Коста-Рика | 2:0  | —    | Товарищеский матч                    |
| 61 | 28 июня 2018     | Бельгия    | 0:1  | —    | Финальные матчи ЧМ-2018              |

Итого: 61 матч / 5 голов; 37 побед, 14 ничьих, 10 поражений.

## Достижения
Командные
- Чемпион Премьер-лиги (2): 2014/2015, 2016/2017
- Обладатель Кубка Англии (2): 2011/2012, 2017/2018
- Обладатель Кубка Футбольной лиги: 2014/2015
- Победитель Лиги чемпионов УЕФА: 2011/2012
- Победитель Лиги Европы УЕФА (2): 2012/2013, 2018/2019

Личные
- Игрок года «Бернли»: 2004/2005[13]
- Лучший молодой игрок «Бернли»: 2004/2005[13]
- Игрок года по версии футболистов «Болтон Уондерерс»: 2008/2009[157]
- Команда года по версии ПФА (3): 2013/2014[77], 2014/2015[80], 2016/2017[158]